# Coudekerque-Village
Coudekerque-Village korábbi község Franciaországban, Nord megyében. Lakosainak száma 1385 fő (2018. január 1.). Coudekerque-Village Téteghem, Bergues, Bierne, Cappelle-la-Grande, Coudekerque-Branche és Hoymille községekkel határos.
2016. január 1-jén Téteghem korábbi községgel egyesült és az így létrejött Téteghem-Coudekerque-Village új község része lett.

## Népesség
A település népességének változása:
| Lakosok száma | 514  | 580  | 620  | 628  | 903  | 1180 | 1250 | 1225 | 1243 | 1385 |
|               | 1962 | 1968 | 1975 | 1982 | 1990 | 2008 | 2013 | 2015 | 2017 | 2018 |